# Béard
 Béard  es una población y comuna francesa, situada en la región de Borgoña, departamento de Nièvre, en el distrito de Nevers y cantón de La Machine.
La Iglesia de Saint Laurent tiene el techo de la nave hecho de madera, con forma de casco de barco volteado.

## Demografía
| 168 | 165 | 168 | 149 | 155 | 174 |
| Para los censos de 1962 a 1999 la población legal corresponde a la población sin duplicidades (Fuente: INSEE [Consultar]) |     |     |     |     |     |